# Hemeroplanes longistriga
Hemeroplanes longistriga är en fjärilsart som beskrevs av Rothschild och Jordan 1903. Hemeroplanes longistriga ingår i släktet Hemeroplanes och familjen svärmare. Inga underarter finns listade i Catalogue of Life.

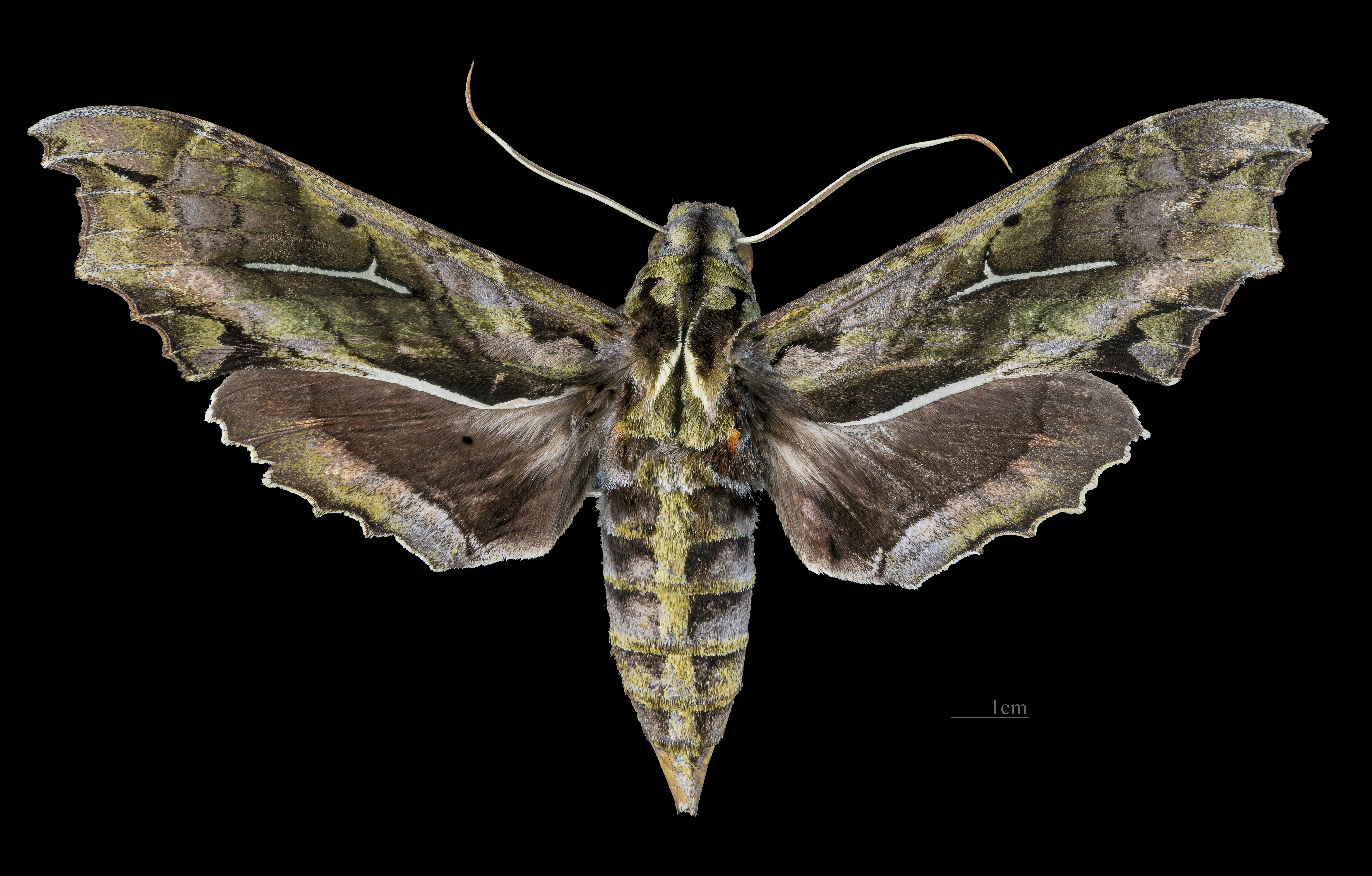
Hemeroplanes longistriga  ♀
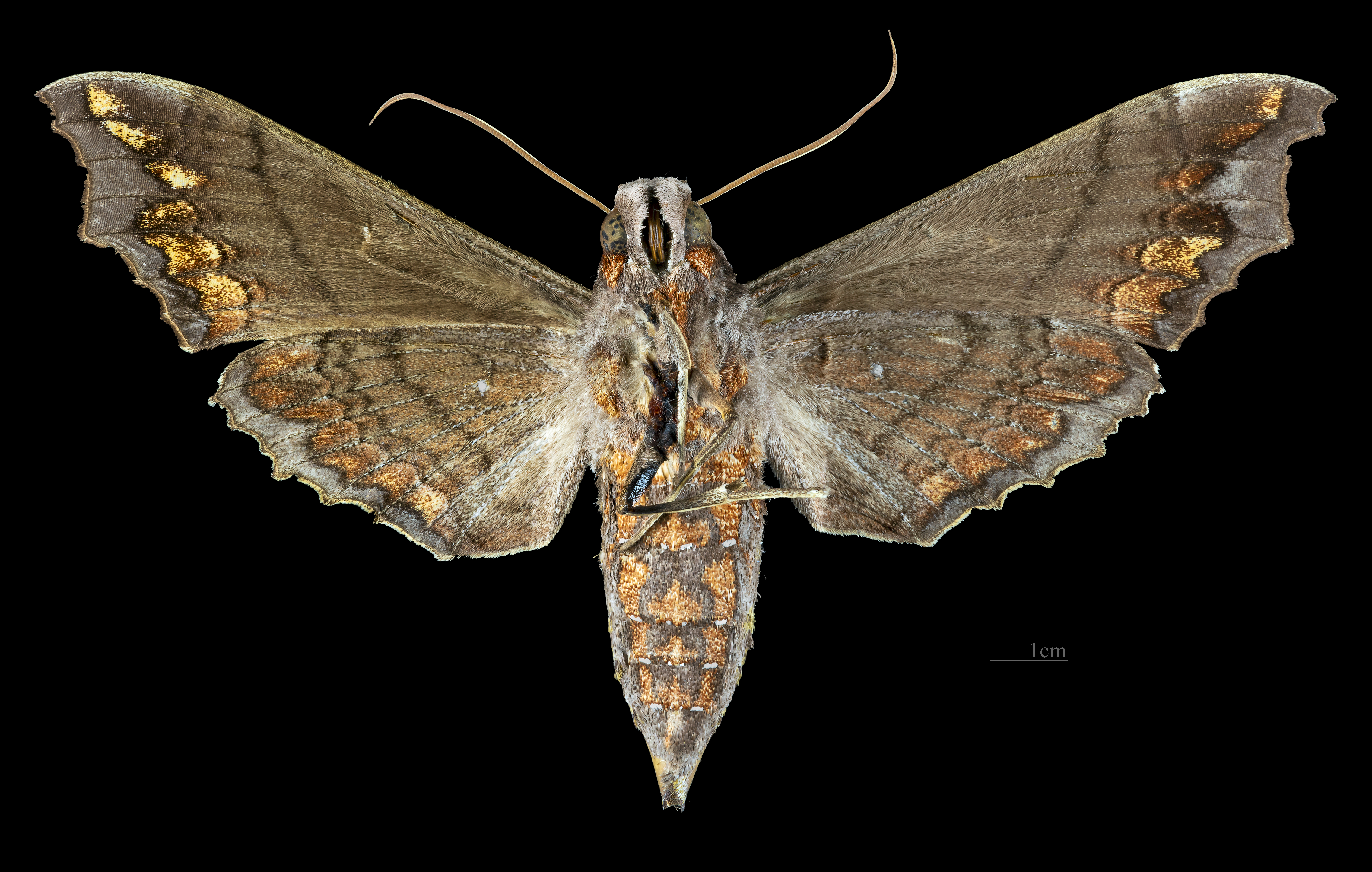
Hemeroplanes longistriga ♀ △

## Bildgalleri
